# Olsztyńskie Centrum Edukacji Ekologicznej
Olsztyńskie Centrum Edukacji Ekologicznej przy Warmińsko-Mazurskim Ośrodku Doskonalenia Nauczycieli w Olsztynie - placówka edukacyjna w Olsztynie, funkcjonująca od 2000 r. Centrum kieruje Alicja Szarzyńska.
Centrum powstało przy Warmińsko-Mazurskim Ośrodku Doskonalenia Nauczycieli (dawniej Wojewódzki Ośrodek Doskonalenia Nauczycieli w Olsztynie), powołane zostało przez sejmik województwa warmińsko-mazurskiego w kwietniu 2000 r. Działalność edukacyjna Centrum skierowana jest do przedszkoli i szkół wszystkich typów z województwa warmińsko-mazurskiego (głównie powiatu olsztyńskiego), jak również do dzieci, młodzieży, studentów, nauczycieli, ośrodków dydaktycznych w parkach krajobrazowych, nadleśnictw i organizacji pozarządowych. Działalność Centrum finansowo wspierana jest przez Wojewódzki Fundusz Ochrony Środowiska i Gospodarki Wodnej w Olsztynie oraz przez Gminny Fundusz Ochrony Środowiska i Gospodarki Wodnej Urzędu Miasta Olsztyn.
Centrum organizuje różnorodne warsztaty i seminaria dla nauczycieli, konkursy dla młodzieży, współorganizuje wojewódzki etap Olimpiady Wiedzy Ekologicznej a także wspiera finansowo przedsięwzięcia szkolne. Centrum wydaje różnorodne materiały edukacyjne.

## Wydawnictwa
- Alicja Szarzyńska "Myśl o świecie - edukacja dla zrównoważonego rozwoju w regionie Warmii i Mazur". Olsztyn 2008, 175 str., ISBN 978-83-61602-31-6
- Alicja Szarzyńska, Alina Rodziewicz (red.), "Zielonymi ścieżkami Parku Krajobrazowego Pojezierza Iławskiego i Parku Krajobrazowego Wzgórz Dylewskich - scenariusze zajęć", Olsztyn, 2008, 228 str, ISBN 83-918023-2-9